# Klubbingman

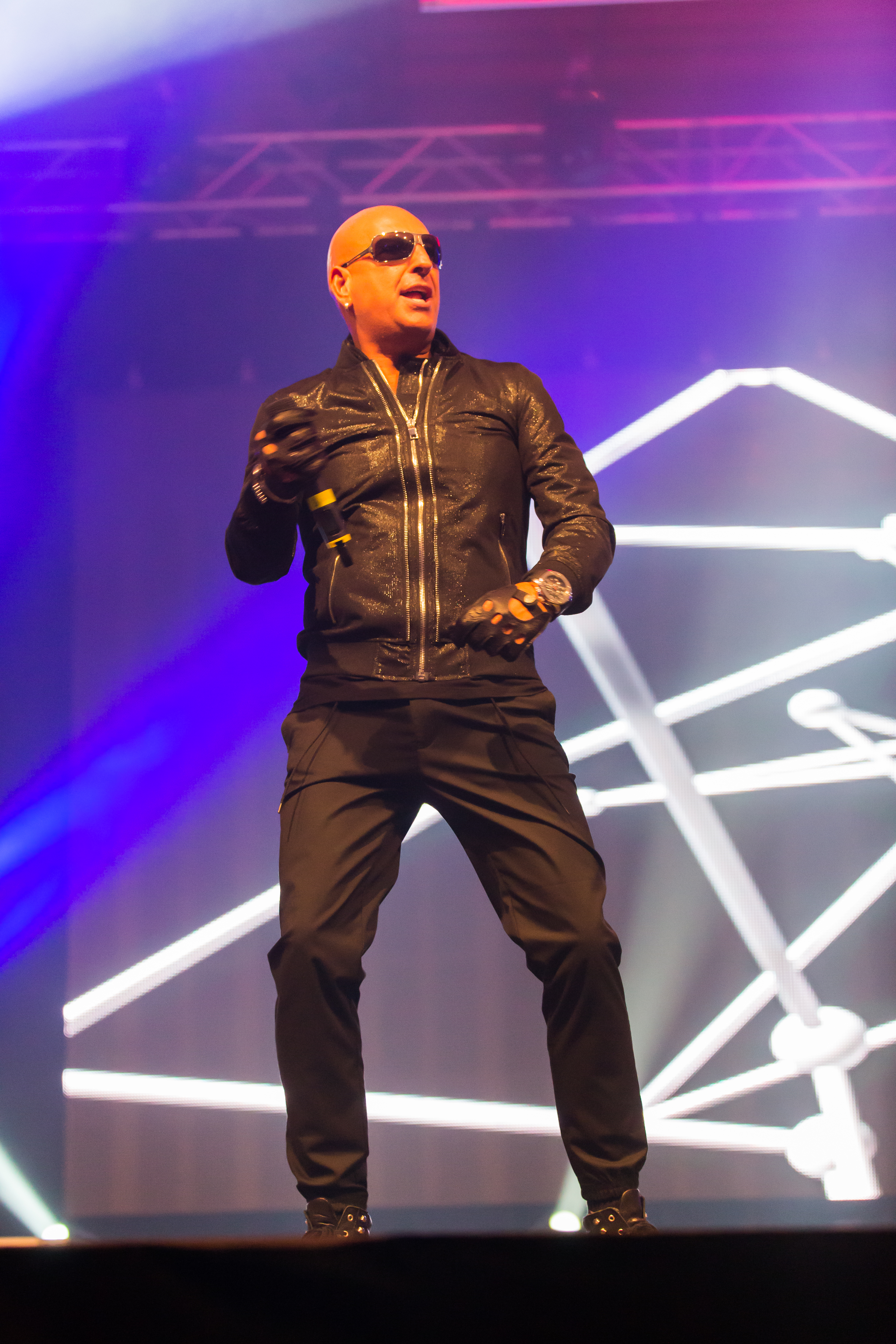
Tommy Schleh bei einem Auftritt mit Masterboy in Mannheim bei sunshine live „Die 90er – Live On Stage“ (2014)

DJ Klubbingman, eigentlich Thomas Jürgen Schleh (* 10. Dezember 1964 in Neckarbischofsheim), ist ein deutscher DJ, Songwriter und Dance-Produzent.
Unter dem Namen Tommy Jay Tomas produziert er House-Tracks. Zusammen mit seinem Partner Enrico Zabler fungiert er als Songwriter und produziert seit 1989 die Dance-Formation Masterboy. Er moderierte regelmäßig dienstags seine eigene Sendung „Welcome to the Club“ auf dem Radiosender sunshine live, zu der auch alljährlich eine von ihm zusammengestellte Compilation namens Welcome to the club – DJ Klubbingman in the mix erschien. Am 2. Oktober 2016 wurde die 1000. und letzte Sendung Welcome to the Club mit Klubbingman ausgestrahlt.
2004 gründete er sein eigenes Label Klubbstyle Records. 2008 startete das Unterlabel Klubbhouse, unter dem seine Single Okay (Tell me) erschienen ist.
Am 27. Mai 2012 feierte er seine 750. Sendung im Kinki Palace in Sinsheim. Er ist Geschäftsführer der Firma Klubbstyle Records GmbH, ein Plattenlabel für Dance und Trance Künstler. Die Produktion von Compilations wie Welcome to the Club, Technoclub (mittlerweile bei ZYX) und Deep Dance wurden auf Grund des schwachen CD-Marktes 2017 eingestellt.
Weiterhin ist er Manager und Geschäftsführer seiner 1999 gebauten Discothek Kinki Palace in Sinsheim. Der operative Betrieb des Kinki Palace erfolgte durch die Reininger & Schleh Gastro GmbH. Mit der Geschäftsführung sind Mark Reininger und Thomas Schleh beauftragt.

## Diskografie

### Alben
- 2012: Welcome to My World

### Singles
- 1999: Dreaming for a Better World
- 2000: Time Machine
- 2001: Welcome to the Club
- 2002: Open Your Mind
- 2003: Highway to the Sky
- 2003: Miami Bass
- 2003: No Limit (On the Beach)
- 2004: Wonderland
- 2004: Magic Summer Night
- 2005: Revolution (We Call It) (feat. Trixi Delgado)
- 2005: Love Message (feat. Trixi Delgado)
- 2006: Ride on a White Train (feat. Trixi Delgado)
- 2007: Never Stop This Feeling (feat. Trixi Delgado)
- 2008: Okay (Tell Me) (als Tommy Jay Tomas)
- 2009: Another Day, Another Night (feat. Beatrix Delgado)
- 2011: Are You Ready (feat. Beatrix Delgado)
- 2012: Aurora (mit Savon)
- 2013: Revolution 2k13 (feat. Beatrix Delgado)
- 2013: Shout (mit Infinity DJs feat. Emma Diva & Moomac)
- 2014: Drop & Jump (Everybody) (mit Norman Netro)
- 2014: Overdrive (mit Andy Jay Powell)
- 2015: Andrew Crowd I Get You
- 2015: Lift Me Up (feat. Marc Korn, Craig Smart)
- 2016: Love Message 2K16 (feat. Beatrix Delgado)
- 2016: Stars in your Eyes (feat. Andy Jay Powell)
- 2017: From The Dark (mit Andy Jay Powell)

### Remixes
- 2001: Rocco – Everybody (DJ Klubbingman Remix)
- 2002: Master Blaster – Hypnotic Tango (Klubbingman Remix)
- 2003: Future Mind – Big Fat Bass (Klubbingman Remix)
- 2004: Anaconda – I Need a Hero (Klubbingman Club Mix)
- 2006: Cascada – Ready for Love (Klubbingman Remix)
- 2007: Ultra feat. Ulli Brenner – Free 2007 (DJ Klubbingman Remix)
- 2007: Savon – Break the Silence (DJ Klubbingman & Andy Jay Powell Mix)
- 2007: DJ Goldfinger feat. Felisha – Keep Me Hanging On (DJ Klubbingman Remix)
- 2007: Naski vs. Brunner – Somewhere Over the Rainbow 2007 (DJ Klubbingman Remix)
- 2008: Andy Jay Powell – 4 Ever And 1 Night (DJ Klubbingman Remix)
- 2008: DJ Goldfinger feat. Felisha – Love Journey Deluxe (DJ Klubbingman Remix)
- 2008: Kevin Stomper – L.I.S.I. (Cc.K & DJ Klubbingman Remix)
- 2008: Lazard – I Am Alive (DJ Klubbingman Radio Remix)
- 2009: Clubbticket – Your Hand to Touch Me (Klubbingman Remix)
- 2009: Jaybee – Shattered Dreams (Cc.K & DJ Klubbingman Remix)
- 2010: DJ Jago – Into The Sun (DJ Klubbingman meets DJ’s From Outta Space Remix)
- 2011: Love Unit – 2 Times 2k11 (DJ Klubbingman vs. Steve Buzz Remix)
- 2011: Mattias + G80´s feat. Master Freez – Get Your Hands Up (DJ Klubbingman vs. RainDropz! Remix)
- 2011: Tommi & Tibby feat. Masterboy – Dance to the Beat 2k11 (DJ Klubbingman vs. RainDropz! Remix)
- 2012: Movetown feat. Nana – Lonely (DJ Klubbingman meets RainDropz! Remix)
- 2012: DJ Fait – When Will I (DJ Klubbingman Remix)
- 2012: Movetown feat. R. Horton – Here Comes the Sun (DJ Klubbingman meets RainDropz! Remix)
- 2013: Clark Owen – Melody (DJ Klubbingman meets RainDropz! Remix)